# U-93号潜艇 (1916年)
陛下之93号潜艇是德意志帝国海军建造的一艘中型潜艇或称U艇。它由基尔的日耳曼尼亚船厂承建，于1916年12月15日下水，至1917年2月10日交付使用。U-93号是在第一次世界大战期间服役的329艘德国潜艇之一，曾参加过大西洋潜艇战。在其五次巡逻中，共击沉协约国或中立国的33艘商船（87637总吨）和1艘辅助军舰（235总吨）。1918年1月，U-93号因不明原因在法国阿尔德洛附近失踪，残骸直至2003年才由潜水员寻获。

## 设计
第一次世界大战爆发后，为了满足潜艇破交战的作战需求，德意志帝国海军潜艇局（U-Boot-Inspektion）在U-43号（战时动员型）的基础上，研发出了一种技术上更为成熟的中型双壳体远洋潜艇。其排水量适中、性能均衡，非常适合北海和英国周边海域的作战环境。海军为此共计批出34艘订单，战术编号使用U-81至U-114号。实战证明，这一系列的潜艇具有出色的航海能力和稳定的耐用性，它们的许多布置也对后世IX級潛艇和国外一些潜艇的设计产生了影响。
U-93号是由基尔日耳曼尼亚船厂承建的第二批次（U-93至U-98号）的首艇。从这一批次开始，设计部门对艇体线形进行了优化，步行甲板扶手被取消，侧面舷墙降低高度后与艇体外壳融为一体，有效改善了潜艇的机动性能。同时，其排水量、长度、航速和船员编制等方面相较于该厂的前一批次产品（U-81至U-86号）均有所提高，惟续航里程略为缩短。该艇的水上和水下排水量分别为838吨和1000吨。其全长71.55米；舷宽6.30米，当中的耐压壳体宽为4.15米；有3.94米的吃水深度。艇只搭载有可在水上使用的两台猛狮六缸四冲程柴油发动机，总功率为2,400匹公制馬力（1,765千瓦特）；以及可在水下使用的西门子-舒克特双电动发电机，总功率为1,200匹公制馬力（883千瓦特）。这些发动机用以驱动双轴、每根轴各一个的直径1.66米长螺旋桨。它的潜航深度为50米。
U-93号在水上的最高速度达16.8節（31.1每小時），在水下的最高航速则为8.6節（15.9每小時）。它可以8節（15每小時）的速度在水上巡航9,020海里（16,710），或以5節（9.3每小時）的速度在水下巡航52海里（96）。该艇装备了六具直径为500毫米的鱼雷发射管，其中艇艏四具、艉部两具，并可合共携带至多16枚鱼雷；作为辅助武器的甲板炮则是一门88毫米30倍径速射炮。其标准船员编制为4名军官及32名水兵。

## 历史
U-93号是由德意志帝国海军作为F项战时订单（Kriegsauftrag F）的一部分，于1915年9月15日向基尔的日耳曼尼亚船厂订购，建造编号为257。艇只于1916年12月15日下水，至1917年2月10日在首任艇长、海军上尉埃德加·冯·施皮格尔·冯·翁德·楚·佩克尔斯海姆的指挥下正式交付使用。继比勒之后，威廉·齐格纳中尉（1917年4月30日－5月22日）和赫尔穆特·格拉赫中尉（1917年5月23日－1918年1月15日）也曾担任过U-93号指挥官。完成海试后，U-93号自1917年4月上旬起被编入分驻埃姆登和博尔库姆的第四潜艇区舰队服役，并一直隶属于该部队直至失踪。
第一次世界大战期间，U-93号在北大西洋东部执行过五次巡逻；共计击沉容积总吨为87637吨的33艘协约国或中立国商船，以及1艘容积总吨为235吨的法国海军拖网船。其中，被U-93号击沉的最大型船舶是容积总吨为5689吨的英国货轮博洛迪亚号（Volodia），它在从蒙特利尔前往伦敦的途中，于1917年8月21日在韦桑岛西南约285海里（528）处中鱼雷沉没，共造成10人死亡。然而，1917年10月28日在距离布雷斯特约150海里（280）处遇袭的美国海军运兵船芬兰号则显著更大（12222总吨），共有九名船员在此过程中遇难。但这艘严重受损的巨轮仍能坚持驶抵布雷斯特，并进行修复。

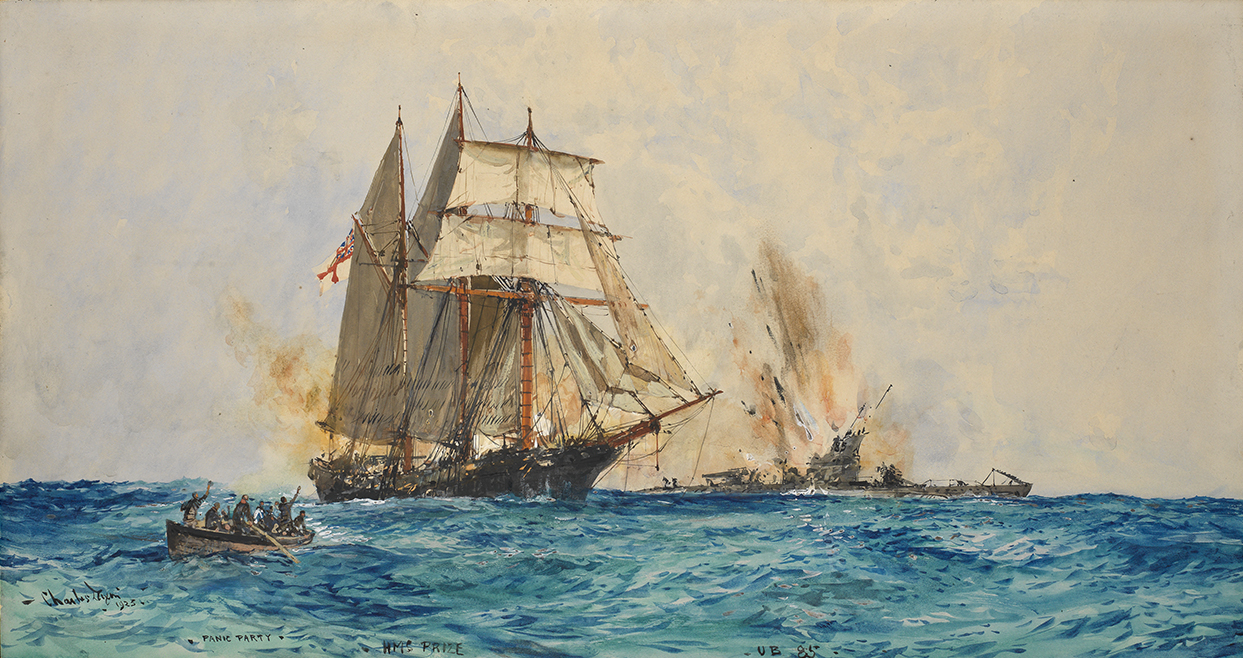
奖品号Q船攻击U-93号

1917年4月30日傍晚，U-93号在爱尔兰岛以南约180海里（330）处遇到了一艘陈旧落后的上帆三桅纵帆船，时任艇长施皮格尔遂展开拦截行动。帆船上的船员们发现U-93号后立即登上救生艇逃生。当救生艇划至大约60米开外时，他们逐渐放慢了荡桨的速度，但德国人对这一反常现象并未在意。经过长达40分钟的试探性射击，施皮格尔确信对方不是传说的诱饵Q船，于是下令向其靠拢，准备收缴船上的航行证明文件。当双方距离不断缩短时，帆船上突然将一面英国海军旗迅速升上桅杆，随即一排炮弹向U-93号袭来，近距离的集火攻击将潜艇的司令塔、甲板炮相继摧毁。正在司令塔观察目标的施皮格尔和2名船员被气浪掀入海中，随后被英国人俘虏。这艘小帆船正是由英国海军上尉威廉·爱德华·桑德斯指挥的Q船奖品号。布满弹坑的奖品号虽已受损严重，但仍然挣扎着驶入了爱尔兰的金赛尔港，并在简单修补后最终返回米尔福德基地。U-93号则虽然被奖品号翻盘，却意外地没有沉底。大副齐格纳中尉在确信艇长被甩出艇外后，立即下令一边规避炮火，一边加速拉开与对手的距离。遭到重创的U-93号此时情况非常危急，艇体严重右倾，且艇内所有照明设施都被摧毁。指挥舱通往艇长室的通道被炸塌，操舵液压系统和油箱发生严重泄漏，使其基本丧失潜航能力。所幸潜艇底舱并未受损，仍可保持基本浮力。在齐格纳的带领下，U-93号的船员们出人意料的修复了艇体创口，然后艰难绕过苏格兰北部，于5月1日返抵不来梅港。
1917年12月30日，U-93号从埃姆登启程，本应穿越英吉利海峡，前往法国北部海岸展开第五次巡逻。1918年1月5日，U-93号在庞马尔以西与另一艘德国潜艇UC-17号进行了最后一次无线电通话，从此便失联。随后的击沉记录表明，U-93号应至少服役到了1918年1月中旬。其艇体于2003年在阿尔德洛附近的海底被寻获，据残骸的表征推测，U-93号或是因不明原因的内部爆炸而沉没，艇内43名官兵全数阵亡。

## 袭击历史摘要

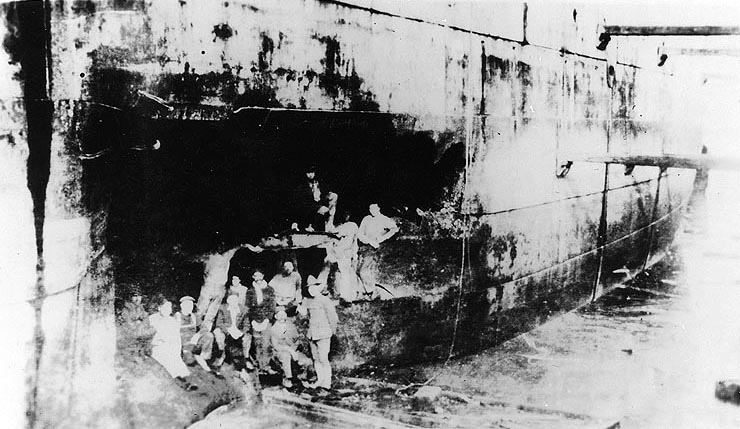
被U-93击伤后的美国运兵船芬兰号，其船体弹坑清晰可见

| 日期           | 船名            | 船籍         | 吨位  | 结局 |
| -------------- | --------------- | ------------ | ----- | ---- |
| 1917年4月15日  | 弗拉姆号        | 丹麦         | 105   | 击沉 |
| 1917年4月18日  | 特罗尔德福斯号  | 挪威         | 1459  | 击沉 |
| 1917年4月18日  | 西洛锡安号      | 挪威         | 1887  | 击沉 |
| 1917年4月22日  | 韦斯特瓦号      | 挪威         | 1729  | 击沉 |
| 1917年4月28日  | 狄阿娜号        | 丹麦         | 207   | 击伤 |
| 1917年4月29日  | 笑星号          | 英国         | 4889  | 击沉 |
| 1917年4月29日  | 贵妃号          | 英国         | 5434  | 击沉 |
| 1917年4月30日  | 阿斯卡罗号      | 意大利       | 3245  | 击沉 |
| 1917年4月30日  | 霍萨号          | 英国         | 2949  | 击沉 |
| 1917年4月30日  | 帕特农号        | 希腊         | 2934  | 击沉 |
| 1917年4月30日  | 奖品号          | 英國皇家海軍 | 199   | 击伤 |
| 1917年6月19日  | 路易丝号        | 挪威         | 645   | 击沉 |
| 1917年6月27日  | 奥格尔维男爵号  | 英国         | 4570  | 击沉 |
| 1917年7月4日   | 科丹号          | 丹麦         | 308   | 击沉 |
| 1917年8月12日  | 贝斯图姆号      | 挪威         | 3520  | 击沉 |
| 1917年8月14日  | 阿斯蒂号        | 意大利       | 5300  | 击沉 |
| 1917年8月20日  | 埃尔西克之宅号  | 英国         | 3558  | 击沉 |
| 1917年8月21日  | 博洛迪亚号      | 英国         | 5689  | 击沉 |
| 1917年8月23日  | 卡尔·F·克雷西号 | 美国         | 898   | 击沉 |
| 1917年8月25日  | 希瑟赛德号      | 英国         | 2767  | 击沉 |
| 1917年8月25日  | 奥瓦尔号        | 葡萄牙       | 1650  | 击沉 |
| 1917年8月26日  | 马米恩号        | 英国         | 4066  | 击沉 |
| 1917年8月26日  | 米纳斯女王号    | 加拿大       | 492   | 击沉 |
| 1917年8月29日  | 特雷罗斯科号    | 英国         | 3071  | 击沉 |
| 1917年10月18日 | 澳门号          | 巴西         | 3557  | 击沉 |
| 1917年10月27日 | D·N·卢肯巴赫号  | 美国         | 2929  | 击沉 |
| 1917年10月28日 | 芬兰号          | 美国陆军     | 12222 | 击伤 |
| 1917年10月29日 | 纪元号          | 乌拉圭       | 2432  | 击沉 |
| 1917年10月30日 | 利夫号          | 挪威         | 2521  | 击沉 |
| 1918年1月2日   | 吠陀号          | 英国         | 25    | 击沉 |
| 1918年1月4日   | 戈埃朗一号      | 法國國家海軍 | 235   | 击沉 |
| 1918年1月6日   | 卡纳里斯号      | 希腊         | 3793  | 击沉 |
| 1918年1月6日   | 哈里·卢肯巴赫号 | 美国         | 2798  | 击沉 |
| 1918年1月6日   | 亨利·勒库尔号   | 法國         | 2488  | 击沉 |
| 1918年1月6日   | 达尼号          | 丹麦         | 1220  | 击沉 |
| 1918年1月14日  | 巴班·舍韦号     | 法國         | 2174  | 击沉 |
| 1918年1月15日  | 战歌号          | 英国         | 2535  | 击沉 |

## 脚注
1. 1 2  Helgason, Guðmundur. . German and Austrian U-boats of World War I - Kaiserliche Marine - Uboat.net.   [2014-12-14].
2. ↑  Gröner 1991，第12-14頁.
3. 1 2  Helgason, Guðmundur. . German and Austrian U-boats of World War I - Kaiserliche Marine - Uboat.net.   [2021-11-30].
4. 1 2  Helgason, Guðmundur. . German and Austrian U-boats of World War I - Kaiserliche Marine - Uboat.net.   [2021-11-30].
5. 1 2  Helgason, Guðmundur. . German and Austrian U-boats of World War I - Kaiserliche Marine - Uboat.net.   [2021-11-30].
6. 1 2  陈进，第71頁.
7. ↑  Herzog，第50頁.
8. ↑  Helgason, Guðmundur. . German and Austrian U-boats of World War I - Kaiserliche Marine - Uboat.net.   [2021-11-29].
9. ↑  Herzog，第48頁.
10. 1 2  Gröner 1991，第12–14頁.
11. ↑  Herzog，第139頁.
12. ↑  Herzog，第123頁.
13. ↑  Herzog，第68頁.
14. ↑  Helgason, Guðmundur. . German and Austrian U-boats of World War I - Kaiserliche Marine - Uboat.net.   [2021-11-29].
15. ↑  Helgason, Guðmundur. . German and Austrian U-boats of World War I - Kaiserliche Marine - Uboat.net.   [2021-11-29].
16. ↑  陈进，第185–186頁.
17. ↑  Ziegner，第26頁.
18. ↑  陈进，第186頁.
19. ↑  Helgason, Guðmundur. . German and Austrian U-boats of World War I - Kaiserliche Marine - Uboat.net.   [2021-11-29].
20. ↑  Bridgland，第85頁.
21. ↑  Kemp，第42頁.
22. ↑  Messimer，第109頁.
23. 1 2  Helgason, Guðmundur. . German and Austrian U-boats of World War I - Kaiserliche Marine - Uboat.net.   [2014-12-14].
24. ↑  McCartney，第117–119頁.